# Резовацьке Крчевине
Резовацьке Крчевине (хорв. Rezovačke Krčevine) — населений пункт у Хорватії, в Вировитицько-Подравській жупанії у складі міста Вировитиця.

## Населення
Населення за даними перепису 2011 року становило 331 осіб.
Динаміка чисельності населення поселення:

## Клімат
Середня річна температура становить 10,85 °C, середня максимальна – 24,37 °C, а середня мінімальна – -5,00 °C. Середня річна кількість опадів – 813 мм.
| Клімат поселення                              | Клімат поселення | Клімат поселення | Клімат поселення | Клімат поселення | Клімат поселення | Клімат поселення | Клімат поселення | Клімат поселення | Клімат поселення | Клімат поселення | Клімат поселення | Клімат поселення | Клімат поселення |
| Показник                                      | Січ.             | Лют.             | Бер.             | Квіт.            | Трав.            | Черв.            | Лип.             | Серп.            | Вер.             | Жовт.            | Лист.            | Груд.            |                  |
| Середній максимум, °C                         | 6,61             | 8,09             | 12,52            | 16,43            | 21,26            | 24,37            | 23,69            | 23,20            | 19,28            | 14,92            | 9,23             | 4,96             |                  |
| Середня температура, °C                       | 0,80             | 2,27             | 6,71             | 10,62            | 15,44            | 18,57            | 20,44            | 19,94            | 16,04            | 11,68            | 6,00             | 1,72             |                  |
| Середній мінімум, °C                          | −5               | −3,54            | 0,90             | 4,81             | 9,62             | 12,75            | 17,19            | 16,71            | 12,79            | 8,43             | 2,75             | −1,53            |                  |
| Норма опадів, мм                              | 49               | 44               | 52               | 64               | 76               | 94               | 77               | 82               | 69               | 69               | 78               | 59               |                  |
| Середньомісячна швидкість вітру, м/с          | 2.25             | 2.50             | 2.80             | 2.70             | 2.41             | 2.20             | 2.16             | 1.99             | 2.03             | 2.10             | 2.24             | 2.28             |                  |
| Середньомісячна сонячна радіація, кДж/м²·день | 4160             | 6933             | 10812            | 15246            | 19469            | 21498            | 22121            | 19767            | 14567            | 9095             | 4734             | 3495             |                  |
| --------------------------------------------- | ---------------- | ---------------- | ---------------- | ---------------- | ---------------- | ---------------- | ---------------- | ---------------- | ---------------- | ---------------- | ---------------- | ---------------- | ---------------- |
| Джерело:                                      |                  |                  |                  |                  |                  |                  |                  |                  |                  |                  |                  |                  |                  |